# Kolam Para Kanis
Kolam Para Kanis is een bestuurslaag in het regentschap Bener Meriah van de provincie Atjeh, Indonesië. Kolam Para Kanis telt 414 inwoners (volkstelling 2010).